# 1210 Morosovia
Az 1210 Morosovia (ideiglenes jelöléssel 1931 LB) a Naprendszer kisbolygóövében található aszteroida. Grigory Nikolaevich Neujmin fedezte fel 1931. június 6-án.